# Духовна република Зицер-Трешњевац
Духовна република Зицер основана је у селу Трешњевцу, општина Кањижа, у мају 1992. године, као реакција на вишеструке таласе мобилизације за рат у Хрватској, које је режим Слободана Милошевића спроводио у Војводини, између осталих и у мањинским заједницима које живе на њеној територији. У мају 1992. године, мобилизација је захватила преко половине мушког становништва Трешњевца, што је био директан повод за организовање отпора.
Иницијативу за овај вишемесечни, и најдужи мировни протест против мобилизације и рата, потекла је од осам мештанки Трешњевца, махом здравествних и просветних радница - Клара Балинт, Вероника Газдаг, Ержебет Кањо, Лаура Каваи, Илдико Бата, Естер Пекла и Гизела Теслић. 
Духовна република Зицер, оформљена је у истоименој месној пицерији, као пародија и антипод  ,,српском национализму". Духовна република Зицер била је република без територије, имовине, граница и језика. 
Упркос строгој контроли медија коју је спровео режим Милошевића, због које шира јавност у Србији није знала за протесте и побуне, Духовна република Зицер је успела да успостави контакте са Женама у црном, као и да добије подршку појединих опозиционих партија, као што су Лига социјалдемократа Војводине (ЛСВ) и Демократска странка војвођанских Мађара (ДСВМ). Са том подршком су успели да допру и до међународне јавности и да организовање мештана Трешњевца постане својеврсна парадигма антиратног ангажмана.

## Мобилизација - Повод за оснивање
Почетком маја 1992. у село Трешњевац стигло је 220 позива за мобилизацију. Половина војно способног становништва села, у којем је живело мађарско становништво, добила је позиве.  Било је планирано да их пошаљу на ратиште у Барању у Хрватској. У локалном Дому здравља седам жена се организовало у намери да спречи слање на фронт њихових чланова породице. То су биле Клара Балинт, Вероника Газдаг, Ержебет Кањо, Лаура Каваи, Илдико Бата (рођена Месарош), Естер Пекла и Гизела Теслић. Пријавиле су сеоски скуп локалним властима за 10. мај 1992. године. Позвали су директора школе Лајоша Балу, посланика Демократске заједнице војвођанских Мађара да заједно организују скуп против мобилизације.
Испред сеоске школе осим мештана окупили су се и политичари. На митингу су говорили: Лајош Бала, Клара Балинт, Ева Милер, Ненад Чанак, Андраш Агоштон, Золтан Варга и Бела Чорба. На скупу су постављени следећи захтеви:
1. прекид даље мобилизације
2. враћање већ мобилисаних кућама
3. аболиција одбеглих од рата
4. оснивање Лиге мира[4]

Скупу су се прикључили и мушкарци који су примили позиве за мобилизацију, а на крају се цело село прикључило протесту.
Истога поподнева кад је одржан скуп у селу, тенкови ЈНА опколили су Трешњевац. Тенковске цеви биле су уперене у правцу села. Селом се проширила вест да су тенкови напуњени и спремни да нападну село у случају немира. Мушкарци из села кренули су ка тенковима и избројали 92 тенка.
После скупа мештани су одлучили да се не разилазе. На предлог Лајоша Бале, присутни војни обвезници и организаторке и организатори скупа отишли су у пицерију Зицер. На лицу места организовали су кризни штаб, чији су чланови били: Вилмош Алмаши, Клара Балинт, Сретен Ханђа, Мариа Лукачи, Илдико Бата (Месарош), Петер Шаркањ и Лукач Сабо. Балу су изабрали за главног организатора. Обавештења о свом отпору слали су јавним личностима, политичарима/кама, новинарима/кама, уметницима/цама из мађарске заједнице, али и медијима у Србији и Мађарској затим политичким, пре свега опозиционим организацијама, као и познаницима који су због рата напустили Трешњевац.
Следећег јутра било је више од 200 људи у пицерији Зицер и њеном дворишту, који се у наредних месец и по дана неће враћати својим кућама. Митинг за мир тако је прерастао у једну од најдуготрајнијих мировних акција у Војводини. 
Разлози одбијања рата имали су како етничку компоненту („ово није наш рат”), тако и универзалне принципе мира и националне толеранције („не желим да убијам друге људе“). На сеоском скупу 10. маја констатовано је да су мештани Трешњевца таоци српске политике.
У репортажи Мађарске телевизије, коју је анализирала Кристина Рац, истакнуто је да се на фронту у Барањи догађало да је Мађар из Србије на супротној страни имао Мађара из Хрватске и да су Трешњевчани хтели то да избегну.

## Организација отпора
Духовна република Зицер трајала је од 10. маја до 20. августа 1992. кад је одржан последњи програм.
Духовна република Зицер представљала је заједницу свих оних који желе мир без граница, територије и имовине. Како у филму Групе за концептуалну политику наводи један од кључних организатора Републике Зицер, Лајош Бала, у мају и јуну 1992. у Босни и Хрватској скоро свака општина у којој су живели Срби имала је захтеве за својим посебним територијама, па су Трешњевчани желели на те тенденције да одговоре пародијом.
Иако је све почело као духовит одговор на све учесталије и агресивније захтеве на отцепепљивање територија бивше Југославије, мештани окупљени око Духовне републике поставили су својим акцијама темељна политичка питања као што је било питање Лајоша Бале да ли је могуће да направе такву републику где неће бити ничега сем људске савести? Духовна република Зицер била је заједница без граница, територије и имовине. Права грађана дефинисана су као „неограничена права ограничена правима других”. Проглашен је Устав Републике Зицер. Председништво се смењивало на месец дана. Акредитовали су амбасадоре и председника комисије за људска права. Химна републике био је Равелов Болеро. Лајош Бала рекао је да је одабран баш Болеро јер „почиње тихо, а завршава јако лепо.” Република није имала заставу „да не би дошли у ситуацију да је истакну”. Грађани републике могли су се служити језиком и писмом које им највише одговара.
Ускоро су се мештанима Трешњевца придружили дезертери рата и приговарачи савести из околних места: Темерина, Сенте, Аде, Моравице, Малог Иђоша, итд. Понекад их је било и по 1000 у дворишту пицерије Зицер. Посебно кад су им се обраћали уметници.
Учесници протеста у једном од саопштења истакли су да су их подржавали и мештани из суседног села Велебита које је насељено српским становништвом.
Свакодневицу станара „Зицера” регулисао је кућни ред и расподела послова. Дане су проводили у заједничким активностима: разговорима, кувању, чишћењу, јелу, игрању билијара или шаха, писању саопштења или вести, организовању вечерњих догађаја и позивању гостију. Вече би било испуњено програмима: концертима, промоцијама часописа, литерарним вечерима, наступима глумаца, али и разговорима са политичарима/кама. У дворишту пицерије наступали су мађарски певачи и певачице, музички састави, позоришне трупе, песници и песникиње, новинари и новинарке из Србије и Мађарске. „Зицер” су посећивали и становници суседних места. Духовна република постала је једина сигурна територија и место где људи нису осећали страх од рата.Њихова обавештења за јавност и писма друштвеним актерима од Уједињених нација преко Слободана Милошевића до Ерика Клептона, нису биле само обавештавање јавности о њиховим активностима, него су служила и грађењу заједнице.

## Одјеци и заоставштина
За време три месеца трајања Духовне републике није дошло до политичких преговора са властима, од надлежних органа није стигао ни један одговор на неко писмо или захтев. Власт је овај облик отпора игнорисала.
Успех Духовне републике Зицер у томе је што нико из Трешњевца није погинуо у рату и што су мобилизације заустављене. Вилмош Алмаши, први председник Духовне републике Зицер, осуђен је пред војним судом на четири месеца затворске казне, које је одлежао у Суботици, јер је одбио мобилизацију. 
Муж лекарке Веронике Газдаг био је војни курир и одбио је да Трешњевчанима уручује позиве за мобилизацију. Због тога је и сам добио позив за мобилизацију, на који се није одазвао, због чега је осуђен на три месеца затвора.
Жене Трешњевца имале су активну улогу у покретању отпора и организовању живота у оквиру Републике Зицер. Неке од њих су том приликом први пут активно ушле у политичку сферу, схвативши да су способне за борбу, како је једна од иницијаторки рекла „не оружјем, него речима”. Наслов чак два филма упућује на значајну улогу жена у овом отпору: репортажа Мађарске телевизије под насловом „Храбре Мађарице у јужнословенском рату” из 2017. године, као и документарног филма Иштвана Ковача из исте године, који носи наслов „Устанак жена.”
Политички значај ове побуне траје и данас јер су мештанке и мештани Трешњевца  показали да је ненасилним стратегијама могуће блокирати ратне намере насилног режима. Како је на обележавању 30 година од отпора у Трешњевцу рекла Сташа Зајевић из Жена у црном „они су показали на дјелу да ни једна војска и ни једна полиција не може поразити вољу народа који је одлучан да се супротстави насиљу”.
Трешњевац је тако постао „парадигма за артикулацију антимобилизацијског отпора” према речима Илдико Ердеи.
Жене у црном уз подршку мештана Трешњевца одржале су у селу два скупа Међународне мреже Жена у црном, 1993. и 1995. године, као и бројне семинаре и радионице.

## Филмови
- Безусловност мира, Група за концептуалну политику, Нови Сад, 2022
- Berényi, Zsuzsa. 2017. A délszláv háború bátor magyar asszonyai. Budapest: Magyar Televízió, Kárpát Express, január 22. (срп. Храбре Мађарице у јужнословенском рату)
- Kovács, István 2017. Asszonyok lázadása. Budapest: Szupermodern Stúdió (срп. Устанак жена)
- Леђенац Маја, Бранислава Опрановић, Норберт Шинковић и Дарко Шпер. 2018. Нису ћутали. Нови Сад: НДНВ.
- Дарко Шпер. 2022. Против (б)ратова. Нови Сад: НДНВ.